# Copa de Brasil 2025
La Copa de Brasil 2025 (también conocido como Copa Betano do Brasil por razones de patrocinio) es la 37.ª edición de la máxima competición nacional de fútbol por eliminatorias en Brasil. El torneo comenzara el 18 de febrero de 2025 y finalizara en 2025. El ganador clasificará a la fase de grupos de la Copa Libertadores 2026 y la Supercopa de Brasil 2026.
Flamengo es el campeón defensor.

## Asignación
Un total de 92 equipos de las 27 federaciones estatales de Brasil participan en la competición. Para determinar el número de equipos participantes para cada federación estatal se usa la clasificación de la federación estatal basada en el ranking nacional de federaciones:
- Las federaciones 1 a 2 tienen seis equipos clasificados.
- Las federaciones 3 a 5 tienen cinco equipos clasificados.
- Las federaciones 6 a 14 tienen tres equipos clasificados.
- Las federaciones 15 a 27 tienen dos equipos clasificados.

Además de la asignación basada en el ranking nacional, se asignan 12 plazas adicionales, según el criterio que se indica a continuación:
- Criterio 1: 12 plazas para los clubes clasificados a la Copa Libertadores 2025, los campeones de la Copa do Nordeste 2024, la Copa Verde 2024, el Brasileirão Betnacional 2024 y, si es necesario para completar las 12 plazas, los clubes complementarios del Brasileirão Betano 2024, respetando el orden de la clasificación final.

### Clasificación de la asociación
Para la Copa Betano do Brasil 2025, a las federaciones estatales se les asignan plazas de acuerdo con su ranking nacional de federaciones.
| Pos. | Federación           | Coef.  | Equipos | Notas                                 |
| ---- | -------------------- | ------ | ------- | ------------------------------------- |
| 1    | São Paulo            | 92.416 | 6       | +3 (Libertadores) +1 (Serie B)        |
| 2    | Río de Janeiro       | 57.607 | 6       | +1 (Copa do Brasil) +1 (Libertadores) |
| 3    | Río Grande del Sur   | 41.508 | 5       | +1 (Libertadores)                     |
| 4    | Minas Gerais         | 40.481 | 5       | +1 (Serie A)                          |
| 5    | Paraná               | 32.209 | 5       |                                       |
| 6    | Ceará                | 26.310 | 3       | +1 (Libertadores)                     |
| 7    | Goiás                | 25.942 | 3       |                                       |
| 8    | Santa Catarina       | 24.393 | 3       |                                       |
| 9    | Bahía                | 22.387 | 3       | +1 (Libertadores)                     |
| 10   | Pernambuco           | 12.978 | 3       |                                       |
| 11   | Alagoas              | 11.382 | 3       | +1 (Copa do Nordeste)                 |
| 12   | Mato Grosso          | 10.728 | 3       |                                       |
| 13   | Pará                 | 9.651  | 3       | +1 (Copa Verde)                       |
| 14   | Río Grande del Norte | 6.696  | 3       |                                       |

| Posición | Federación          | Coeficiente | Equipos | Notas |
| -------- | ------------------- | ----------- | ------- | ----- |
| 15       | Maranhão            | 6.641       | 2       |       |
| 16       | Amazonas            | 6.533       | 2       |       |
| 17       | Paraíba             | 5.638       | 2       |       |
| 18       | Sergipe             | 4.573       | 2       |       |
| 19       | Piauí               | 4.071       | 2       |       |
| 20       | Distrito Federal    | 3.433       | 2       |       |
| 21       | Espírito Santo      | 2.512       | 2       |       |
| 22       | Acre                | 2.360       | 2       |       |
| 23       | Tocantins           | 2.224       | 2       |       |
| 24       | Roraima             | 1.671       | 2       |       |
| 25       | Rondonia            | 1.511       | 2       |       |
| 26       | Mato Grosso del Sur | 1.410       | 2       |       |
| 27       | Amapá               | 1.285       | 2       |       |

## Participantes
- CV: Campeón vigente de la Copa Betano do Brasil
- CL: Campeón de la Copa Libertadores
- CC: Campeón de copa regional
- N.º: Posición de liga y copa regional
- PO: Ganador de play-off

| Tercera ronda clasificatoria | Tercera ronda clasificatoria | Tercera ronda clasificatoria | Tercera ronda clasificatoria |
| ---------------------------- | ---------------------------- | ---------------------------- | ---------------------------- |
| Flamengo (CV)                | Fortaleza (4.º)              | Corinthians (7.º)            | Santos (1.º)                 |
| Botafogo (CL)                | Internacional (5.º)          | Bahia (8.º)                  | CRB (2.º)                    |
| Palmeiras (2.º)              | São Paulo (6.º)              | Cruzeiro (9.º)               | Paysandu (CC)                |
| Primera ronda clasificatoria |                              |                              |                              |
| Bragantino (3.º)             | Pouso Alegre (6.º)           | Náutico (2.º)                | Confiança (CC)               |
| Novorizontino (4.º)          | Athletic (CC)                | Retrô (3.º)                  | Sergipe (2.º)                |
| Inter de Limeira (6.º)       | Athletico Paranaense (CC)    | ASA (2.º)                    | Altos (CC)                   |
| Ponte Preta (7.º)            | Maringá (2.º)                | CSE (3.º)                    | Parnahyba (2.º)              |
| Portuguesa (8.º)             | Coritiba (3.º)               | CSA (PO)                     | Ceilândia (CC)               |
| Votuporanguense (2.º)        | Operário (4.º)               | Cuiabá (CC)                  | Capital (2.º)                |
| Nova Iguaçu (2.º)            | Cascavel (5.º)               | União Rondonópolis (2.º)     | Rio Branco (CC)              |
| Vasco da Gama (3.º)          | Ceará (CC)                   | CEOV (CC)                    | Rio Branco-VN (2.º)          |
| Fluminense (4.º)             | Maracanã (3.º)               | Remo (2.º)                   | Independência (CC)           |
| Boavista (6.º)               | Ferroviário (CC)             | Águia de Marabá (4.º)        | Humaitá (2.º)                |
| Portuguesa Carioca (7.º)     | Atlético Goianiense (CC)     | Tuna Luso (CC)               | União Araguainense (CC)      |
| Olaria (2.º)                 | Vila Nova (2.º)              | América de Natal (CC)        | Tocantinópolis (2.º)         |
| Grêmio (CC)                  | Aparecidense (3.º)           | Santa Cruz (2.º)             | GAS (CC)                     |
| Juventude (2.º)              | Criciúma (CC)                | ABC (3.º)                    | São Raimundo (2.º)           |
| Caxias (4.º)                 | Brusque (2.º)                | Sampaio Corrêa (CC)          | Porto Velho (CC)             |
| Guarany de Bagé (5.º)        | Concórdia (CC)               | MAC (2.º)                    | Barcelona-RO (2.º)           |
| São José (CC)                | Vitória (CC)                 | Manaus (CC)                  | Operario-MS (CC)             |
| Atlético Mineiro (CC)        | Barcelona (3.º)              | Amazonas (2.º)               | Dourados (2.º)               |
| América Mineiro (3.º)        | Jequié (4.º)                 | Sousa (CC)                   | Trem (CC)                    |
| Tombense (4.º)               | Sport Recife (CC)            | Botafogo da Paraíba (2.º)    | Oratório (2.º)               |

## Calendario
| Ronda            | Semana 1                      | Semana 2                 |
| ---------------- | ----------------------------- | ------------------------ |
| Primera ronda    | 18–20 de febrero de 2025      | 25–27 de febrero de 2025 |
| Segunda ronda    | 4–6 de marzo de 2025          | 11–13 de marzo de 2025   |
| Ronda            | Partidos de ida               | Partidos de vuelta       |
| Tercera ronda    | 29 de abril–1 de mayo de 2025 | 20–22 de mayo de 2025    |
| Octavos de final | 29–31 de julio de 2025        | 6–7 de agosto de 2025    |
| Cuartos de final | 27 de agosto de 2025          | 11 de septiembre de 2025 |
| Semifinales      | 5 de octubre de 2025          | 19 de octubre de 2025    |
| Final            | 2 de noviembre de 2025        | 9 de noviembre de 2025   |

## Sorteo
Los 80 clubes clasificados para la primera fase se dividen en ocho bombos de diez clubes cada uno, según el ranking de la CBF. A partir de entonces, los cruces para esta fase serán de la siguiente manera:
- Bombo A vs. Bombo E
- Bombo B vs. Bombo F
- Bombo C vs. Bombo G
- Bombo D vs. Bombo H

A continuación se detallan los bombos de la competición con la clasificación del club en el ranking CBF:
- Entre paréntesis, el puesto de cada club en el Ranking de clubes CBF 2025

| Primera fase | Primera fase | Primera fase | Primera fase |
| Bombo A | Bombo B | Bombo C | Bombo D |
| --- | --- | --- | --- |
| - Atlético Mineiro (5) - Athletico Paranaense (6) - Fluminense (7) - Grêmio (10) - América Mineiro (13) - Bragantino (14) - Vasco da Gama (15) - Atlético Goianiense (17) - Juventude (18) - Cuiabá (20) | - Ceará (22) - Vitória (23) - Coritiba (24) - Sport Recife (25) - Criciúma (26) - Vila Nova (29) - Operário (31) - Ponte Preta (33) - Brusque (35) - Sampaio Corrêa (36) | - Novorizontino (39) - Tombense (40) - CSA (42) - ABC (43) - Remo (44) - Náutico (46) - Amazonas (49) - Confiança (50) - Ferroviário (51) - Botafogo da Paraíba (53)      | - América de Natal (55) - Manaus (56) - São José (57) - Aparecidense (59) - Altos (62) - Retrô (63) - Caxias (64) - Athletic (66) - Nova Iguaçu (67) - Portuguesa Carioca (68)       |
| Bombo E | Bombo F | Bombo G | Bombo H |
| - Sousa (69) - Águia de Marabá (70) - Tocantinópolis (71) - São Raimundo (72) - Maringá (73) - Cascavel (76) - Pouso Alegre (77) - ASA (79) - União Rondonópolis (82) - Porto Velho (87)                 | - Sergipe (88) - Humaitá (89) - Trem (89) - Ceilândia (94) - Inter de Limeira (96) - MAC (103) - CEOV (105) - Tuna Luso (106) - Operario-MS (114) - Concórdia (125)      | - CSE (132) - Boavista (142) - Parnahyba (144) - Maracanã (153) - Santa Cruz (153) - GAS (176) - Rio Branco (186) - Rio Branco-VN (202) - Olaria (208) - Portuguesa (213) | - Votuporanguense (–) - Guarany de Bagé (–) - Jequié (–) - Barcelona (–) - Capital (–) - Independência (–) - União Araguainense (–) - Barcelona-RO (–) - Dourados (–) - Oratório (–) |

## Fase clasificatoria

### Primera ronda clasificatoria
Un total de 80 equipos participaron en la primera ronda de clasificación, a un solo partido. Los equipos más laureados en el ranking CBF serán los visitantes. En caso de empate, la plaza se decidió en la tanda de penales. Los enfrentamientos de esta fase se definieron mediante sorteo.
| Equipo 1           | Resultado    | Equipo 2             |
| ------------------ | ------------ | -------------------- |
| ASA                | 1–1 (5:6 p.) | Atlético Goianiense  |
| Jequié             | 1–2          | Retrô                |
| Tuna Luso          | 1–0          | Sampaio Corrêa       |
| Boavista           | 0–2          | CSA                  |
| União Rondonópolis | 0–3          | Vasco da Gama        |
| Barcelona-RO       | 1–4          | Nova Iguaçu          |
| Humaitá            | 0–0 (1:3 p.) | Operário             |
| CSE                | 1–3          | Tombense             |
| Pouso Alegre       | 0–2          | Athletico Paranaense |
| Guarany de Bagé    | 2–1          | Altos                |
| Ceilândia          | 2–2 (4:2 p.) | Coritiba             |
| Maracanã           | 1–1 (5:4 p.) | Ferroviário          |
| Porto Velho        | 0–0 (4:3 p.) | Cuiabá               |
| Capital            | 0–0 (5:3 p.) | Portuguesa Carioca   |
| Sergipe            | 0–2          | Ceará                |
| Parnahyba          | 0–5          | Confiança            |
| Maringá            | 1–0          | Juventude            |
| União Araguainense | 4–2          | América de Natal     |
| Concórdia          | 2–1          | Ponte Preta          |
| Portuguesa         | 1–1 (3:4 p.) | Botafogo da Paraíba  |
| São Raimundo       | 1–1 (1:4 p.) | Grêmio               |
| Barcelona          | 1–2          | Athletic             |
| MAC                | 0–1          | Vitória              |
| Santa Cruz         | 0–4          | Náutico              |
| Sousa              | 1–1 (4:5 p.) | Bragantino           |
| Oratório           | 1–3          | São José             |
| Operario-MS        | 0–1          | Criciúma             |
| GAS                | 0–4          | Remo                 |
| Cascavel           | 1–0          | América Mineiro      |
| Votuporanguense    | 2–2 (4:5 p.) | Aparecidense         |
| Inter de Limeira   | 0–0 (6:7 p.) | Vila Nova            |
| Rio Branco-VN      | 0–0 (5:3 p.) | Amazonas             |
| Tocantinópolis     | 0–2          | Atlético Mineiro     |
| Independência      | 1–1 (2:4 p.) | Manaus               |
| Trem               | 0–2          | Brusque              |
| Olaria             | 1–0          | ABC                  |
| Águia de Marabá    | 0–8          | Fluminense           |
| Dourados           | 0–2          | Caxias               |
| CEOV               | 0–0 (4:2 p.) | Sport Recife         |
| Rio Branco         | 1–3          | Novorizontino        |

### Segunda ronda clasificatoria
Un total de 40 equipos participaron en la segunda ronda de clasificación, a un solo partido. En caso de empate, la plaza se decidió en la tanda de penales. Los enfrentamientos de esta fase se definieron según las llaves determinados en la fase anterior.
| Equipo 1             | Resultado    | Equipo 2           |
| -------------------- | ------------ | ------------------ |
| Atlético Goianiense  | 1–1 (1:4 p.) | Retrô              |
| CSA                  | 5–0          | Tuna Luso          |
| Nova Iguaçu          | 0–3          | Vasco da Gama      |
| Operário             | 1–0          | Tombense           |
| Athletico Paranaense | 3–1          | Guarany de Bagé    |
| Maracanã             | 0–0 (4:3 p.) | Ceilândia          |
| Capital              | 3–1          | Porto Velho        |
| Ceará                | 2–2 (3:0 p.) | Confiança          |
| Maringá              | 4–2          | União Araguainense |
| Botafogo da Paraíba  | 4–0          | Concórdia          |
| Athletic             | 3–3 (7:8 p.) | Grêmio             |
| Vitória              | 0–2          | Náutico            |
| Bragantino           | 1–1 (4:2 p.) | São José           |
| Remo                 | 1–2          | Criciúma           |
| Aparecidense         | 1–0          | Cascavel           |
| Vila Nova            | 6–0          | Rio Branco-VN      |
| Atlético Mineiro     | 4–1          | Manaus             |
| Olaria               | 1–2          | Brusque            |
| Caxias               | 1–2          | Fluminense         |
| CEOV                 | 0–1          | Novorizontino      |

### Tercera ronda clasificatoria
Un total de 32 equipos participaron en la tercera ronda de clasificación, 20 equipos ganadores de la segunda fase y 12 clasificados directamente a esta ronda, en partidos eliminatorios de ida y vuelta. En caso de empate, la plaza se decidió en la tanda de penales. Los enfrentamientos de esta fase se definieron mediante sorteo.
- Entre paréntesis, el puesto de cada club en el Ranking de clubes CBF 2025
- Equipos en negrita comenzaron su participación en el torneo en esta ronda.

| Tercera fase | Tercera fase |
| Bombo A | Bombo B |
| --- | --- |
| - Flamengo (1) - São Paulo (2) - Palmeiras (3) - Corinthians (4) - Atlético Mineiro (5) - Athletico Paranaense (6) - Fluminense (7) - Botafogo (8) - Fortaleza (9) - Grêmio (10) - Bahia (11) - Internacional (12) - Bragantino (14) - Vasco da Gama (15) - Santos (16) - Cruzeiro (19) | - Ceará (22) - Criciúma (26) - CRB (27) - Vila Nova (29) - Operário (31) - Brusque (35) - Novorizontino (39) - Paysandu (41) - CSA (42) - Náutico (46) - Botafogo da Paraíba (53) - Aparecidense (59) - Retrô (63) - Maringá (73) - Maracanã (153) - Capital (–) |

| Equipo 1            | Agr.         | Equipo 2             | Ida | Vuelta |
| ------------------- | ------------ | -------------------- | --- | ------ |
| Operário            | 2–2 (6:7 p.) | Vasco da Gama        | 1–1 | 1–1    |
| Fluminense          | 5–1          | Aparecidense         | 1–0 | 4–1    |
| Paysandu            | 0–5          | Bahia                | 0–1 | 0–4    |
| Botafogo            | 4–1          | Capital              | 4–0 | 0–1    |
| Internacional       | 4–0          | Maracanã             | 1–0 | 3–0    |
| Retrô               | 2–2 (4:1 p.) | Fortaleza            | 1–1 | 1–1    |
| Brusque             | 0–1          | Athletico Paranaense | 0–0 | 0–1    |
| Ceará               | 0–4          | Palmeiras            | 0–1 | 0–3    |
| Maringá             | 2–6          | Atlético Mineiro     | 2–2 | 0–4    |
| Botafogo da Paraíba | 2–5          | Flamengo             | 0–1 | 2–4    |
| São Paulo           | 4–2          | Náutico              | 2–1 | 2–1    |
| Cruzeiro            | 5–0          | Vila Nova            | 2–0 | 3–0    |
| Santos              | 1–1 (4:5 p.) | CRB                  | 1–1 | 0–0    |
| Novorizontino       | 0–2          | Corinthians          | 0–1 | 0–1    |
| Criciúma            | 1–6          | Bragantino           | 1–0 | 0–6    |
| CSA                 | 3–2          | Grêmio               | 3–2 | 0–0    |

## Fase final

### Octavos de final
Un total de 16 equipos participaron en los octavos de final, en partidos eliminatorios de ida y vuelta. En caso de empate, la plaza se decidió en la tanda de penales. Los enfrentamientos de esta fase se definieron mediante sorteo.
- Entre paréntesis, el puesto de cada club en el Ranking de clubes CBF 2025

| Bombo único |
| --- |
| - Flamengo (1) - São Paulo (2) - Palmeiras (3) - Corinthians (4) - Atlético Mineiro (5) - Athletico Paranaense (6) - Fluminense (7) - Botafogo (8) - Bahia (11) - Internacional (12) - Bragantino (14) - Vasco da Gama (15) - Cruzeiro (19) - CRB (27) - CSA (42) - Retrô (63) |

| Equipo 1             | Agr.         | Equipo 2      | Ida | Vuelta |
| -------------------- | ------------ | ------------- | --- | ------ |
| Athletico Paranaense | 2–2 (3:0 p.) | São Paulo     | 1–2 | 1–0    |
| Atlético Mineiro     | 1–1 (4:3 p.) | Flamengo      | 1–0 | 0–1    |
| Retrô                | 2–3          | Bahia         | 2–3 | 0–0    |
| Fluminense           | 3–2          | Internacional | 2–1 | 1–1    |
| CRB                  | 0–2          | Cruzeiro      | 0–0 | 0–2    |
| Vasco da Gama        | 3–1          | CSA           | 0–0 | 3–1    |
| Palmeiras            | 0–3          | Corinthians   | 0–1 | 0–2    |
| Bragantino           | 0–3          | Botafogo      | 0–2 | 0–1    |

### Cuartos de final
Un total de 8 equipos participaran en los cuartos de final, en partidos eliminatorios de ida y vuelta. En caso de empate, la plaza se decidira en la tanda de penales.
- Entre paréntesis, el puesto de cada club en el Ranking de clubes CBF 2025

| Bombo único |
| --- |
| - Corinthians (4) - Atlético Mineiro (5) - Athletico Paranaense (6) - Fluminense (7) - Botafogo (8) - Bahia (11) - Vasco da Gama (15) - Cruzeiro (19) |

### Cuadro de desarrollo
|  | Cuartos de final                 | Cuartos de final | Cuartos de final | Cuartos de final |  |  | Semifinales | Semifinales | Semifinales | Semifinales |  |  | Final | Final | Final | Final |  |
|  | 27 de agosto al 11 de septiembre |                  |                  |                  |  |  |             |             |             |             |  |  |       |       |       |       |  |
|  |                                  |                  |                  |                  |  |  |             |             |             |             |  |  |       |       |       |       |  |
|  |                                  |                  |                  |                  |  |  |             |             |             |             |  |  |       |       |       |       |  |
|  | Atlético Mineiro                 |                  |                  |                  |  |  |             |             |             |             |  |  |       |       |       |       |  |
|  |                                  |                  |                  |                  |  |  |             |             |             |             |  |  |       |       |       |       |  |
|  | Cruzeiro                         |                  |                  |                  |  |  |             |             |             |             |  |  |       |       |       |       |  |
|  |                                  |                  |                  |                  |  |  |             |             |             |             |  |  |       |       |       |       |  |
|  |                                  |                  |                  |                  |  |  |             |             |             |             |  |  |       |       |       |       |  |
|  |                                  |                  |                  |                  |  |  |             |             |             |             |  |  |       |       |       |       |  |
|  | Athletico Paranaense             |                  |                  |                  |  |  |             |             |             |             |  |  |       |       |       |       |  |
|  |                                  |                  |                  |                  |  |  |             |             |             |             |  |  |       |       |       |       |  |
|  | Corinthians                      |                  |                  |                  |  |  |             |             |             |             |  |  |       |       |       |       |  |
|  |                                  |                  |                  |                  |  |  |             |             |             |             |  |  |       |       |       |       |  |
|  |                                  |                  |                  |                  |  |  |             |             |             |             |  |  |       |       |       |       |  |
|  |                                  |                  |                  |                  |  |  |             |             |             |             |  |  |       |       |       |       |  |
|  | Bahia                            |                  |                  |                  |  |  |             |             |             |             |  |  |       |       |       |       |  |
|  |                                  |                  |                  |                  |  |  |             |             |             |             |  |  |       |       |       |       |  |
|  | Fluminense                       |                  |                  |                  |  |  |             |             |             |             |  |  |       |       |       |       |  |
|  |                                  |                  |                  |                  |  |  |             |             |             |             |  |  |       |       |       |       |  |
|  |                                  |                  |                  |                  |  |  |             |             |             |             |  |  |       |       |       |       |  |
|  |                                  |                  |                  |                  |  |  |             |             |             |             |  |  |       |       |       |       |  |
|  | Vasco da Gama                    |                  |                  |                  |  |  |             |             |             |             |  |  |       |       |       |       |  |
|  |                                  |                  |                  |                  |  |  |             |             |             |             |  |  |       |       |       |       |  |
|  | Botafogo                         |                  |                  |                  |  |  |             |             |             |             |  |  |       |       |       |       |  |
|  |                                  |                  |                  |                  |  |  |             |             |             |             |  |  |       |       |       |       |  |
|  |                                  |                  |                  |                  |  |  |             |             |             |             |  |  |       |       |       |       |  |

- Nota: En cada llave, el equipo ubicado en la primera línea es el que abre la serie como local.

### Cuartos de final
- Los horarios corresponden al huso horario de Brasilia, BRT (UTC-3).

|  | Atlético Mineiro | vs. | Cruzeiro |  |  |

|  | Cruzeiro | vs. | Atlético Mineiro |  |  |

|  | Athletico Paranaense | vs. | Corinthians |  |  |

|  | Corinthians | vs. | Athletico Paranaense |  |  |

|  | Bahia | vs. | Fluminense |  |  |

|  | Fluminense | vs. | Bahia |  |  |

|  | Vasco da Gama | vs. | Botafogo |  |  |

|  | Botafogo | vs. | Vasco da Gama |  |  |

### Semifinales
- Los horarios corresponden al huso horario de Brasilia, BRT (UTC-3).

|  |  | vs. |

|  |  | vs. |

|  |  | vs. |

|  |  | vs. |

### Final
- Los horarios corresponden al huso horario de Brasilia, BRT (UTC-3).

|  |  | vs. |

|  |  | vs. |

|                   |
|                   |
| Campeón .º título |